# Jugendparkgraben
Der Jugendparkgraben ist ein ca. 740 Meter langer Graben in Hamburg-Langenhorn und Hamburg-Fuhlsbüttel und rechter Nebenfluss des Raakmoorgrabens.
Er beginnt im Jugendpark Langenhorn, unterquert die Zeppelinstraße (B433) und verläuft dann parallel zu dieser am Flughafenzaun entlang, an der Straße Holtkoppel vorbei, bis er zusammen mit dem Wasser vom Westerrode- und Holtkoppelgraben in die Tarpenbek mündet.